# Intet nyt fra vestfronten
 For alternative betydninger, se Intet nyt fra vestfronten (flertydig). (Se også artikler, som begynder med Intet nyt fra vestfronten)
Intet nyt fra vestfronten (tysk: Im Westen nichts Neues) er en antikrigsroman, skrevet af tyskeren Erich Maria Remarque, der handler om de hårde konflikter ved vestfronten under 1. verdenskrig. Romanen blev første gang udgivet i 1929 i Tyskland og er senere filmatiseret flere gange (i 1930 som Intet nyt fra vestfronten, som tv-film i 1979 under samme titel og igen i 2022 under samme navn). 
Bogen var en blandt flere titler, der blev brændt under nazisternes bogbrænding ved Berlins universitet den 10. maj 1933.
| Bog | Spire Denne artikel om bøger og tidsskrifter er en spire som bør udbygges. Du er velkommen til at hjælpe Wikipedia ved at udvide den. |